# Humboldtia brunonis
Humboldtia brunonis är en ärtväxtart som beskrevs av Nathaniel Wallich. Humboldtia brunonis ingår i släktet Humboldtia och familjen ärtväxter. Inga underarter finns listade i Catalogue of Life.

## Bildgalleri

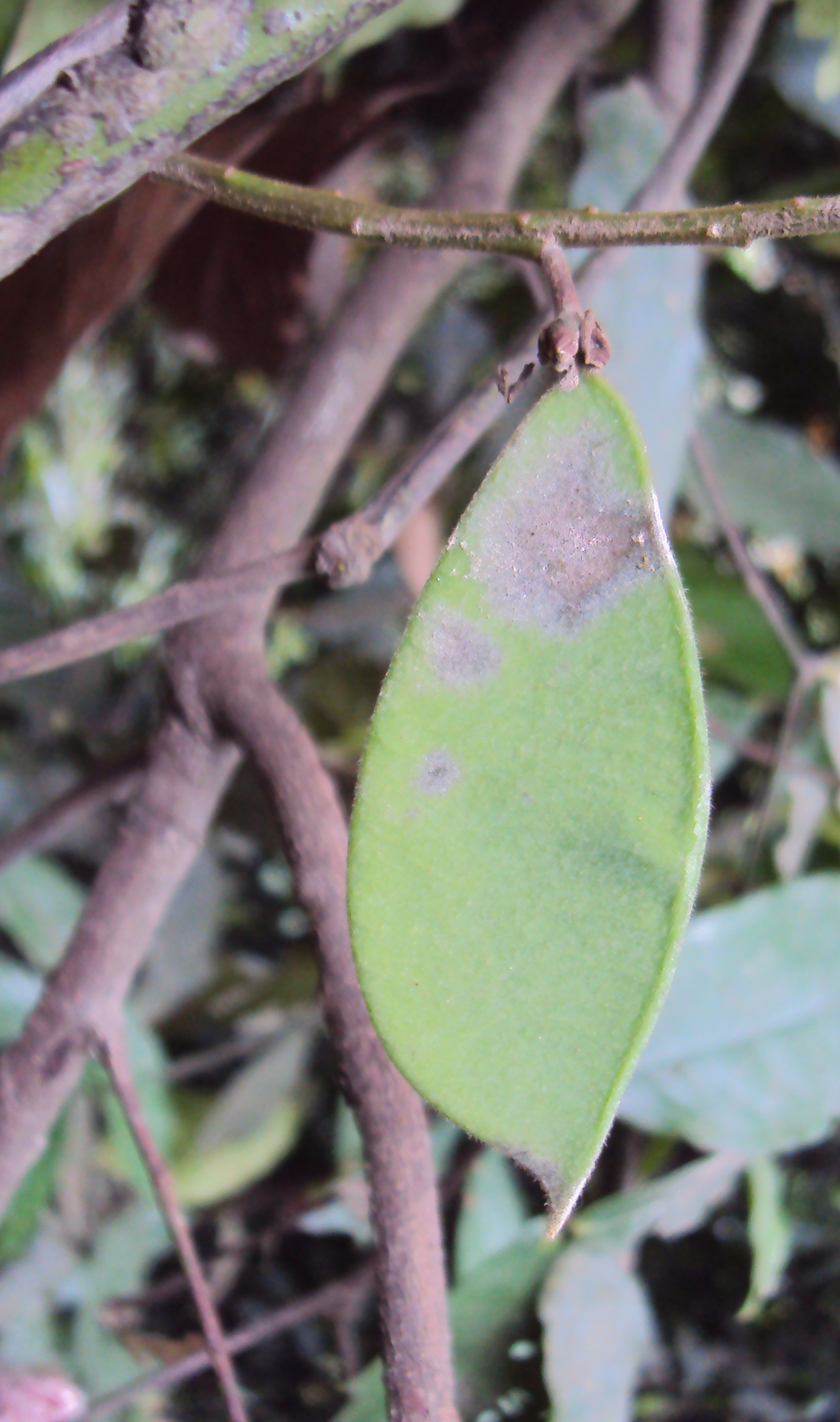
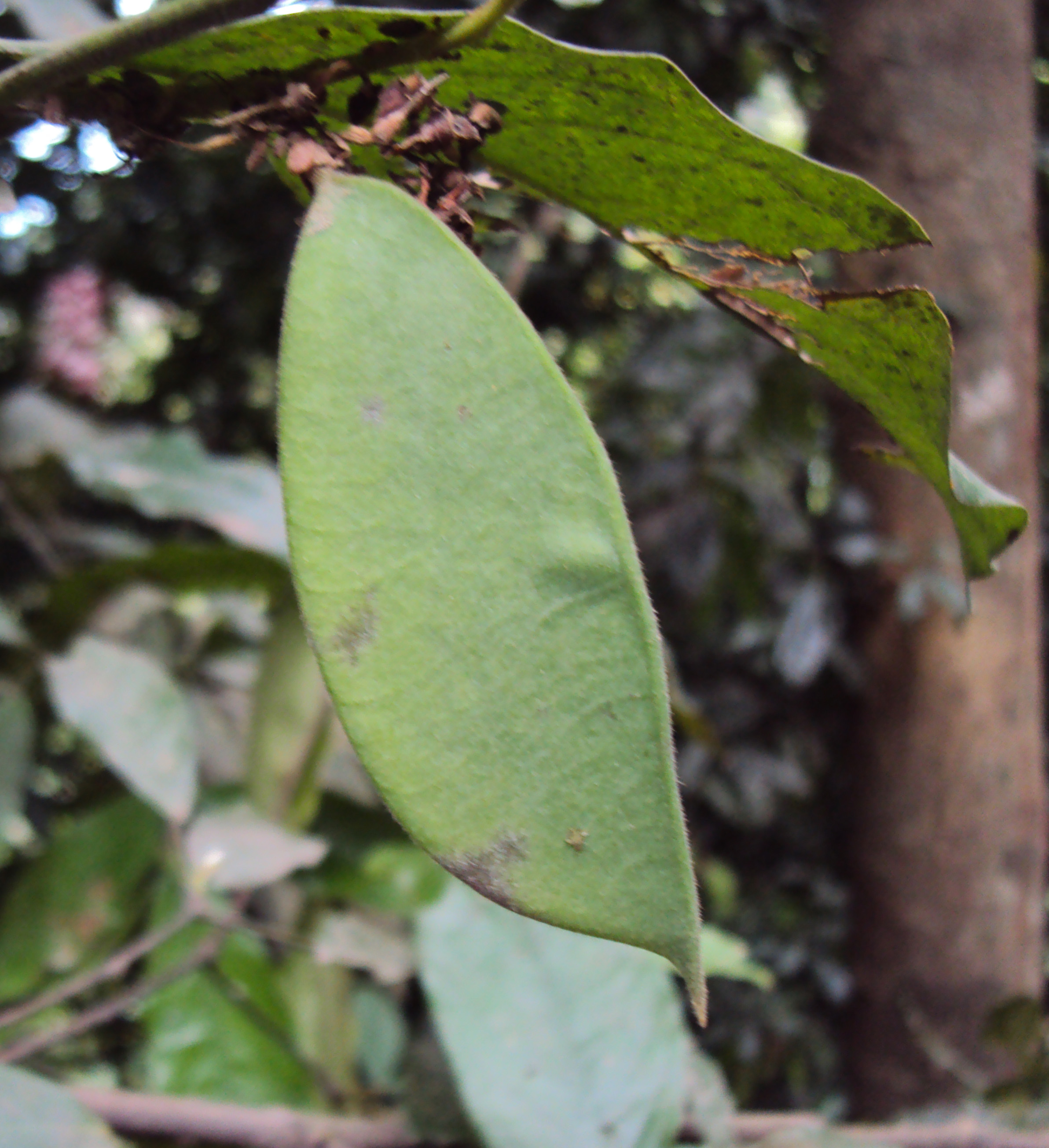
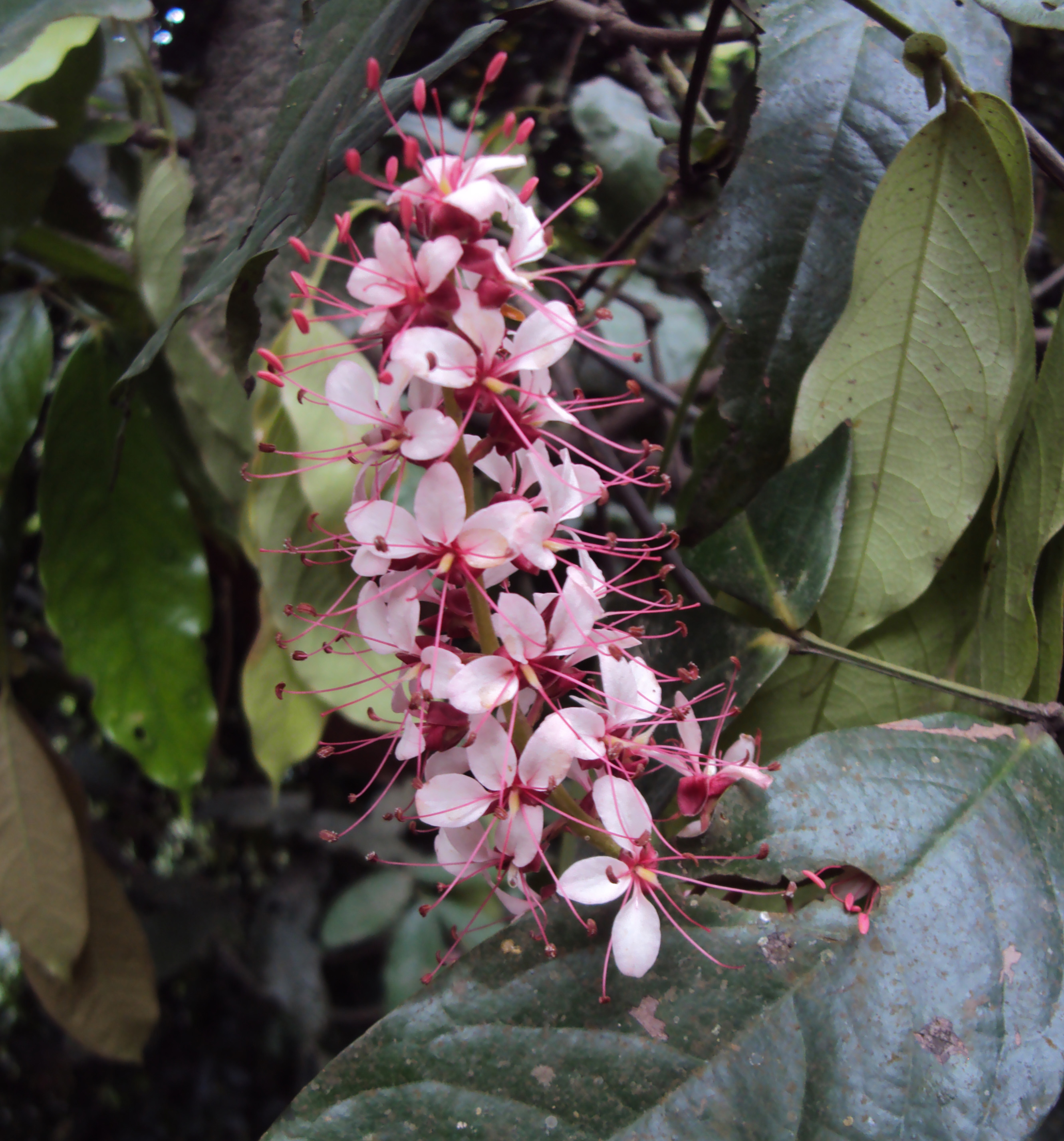
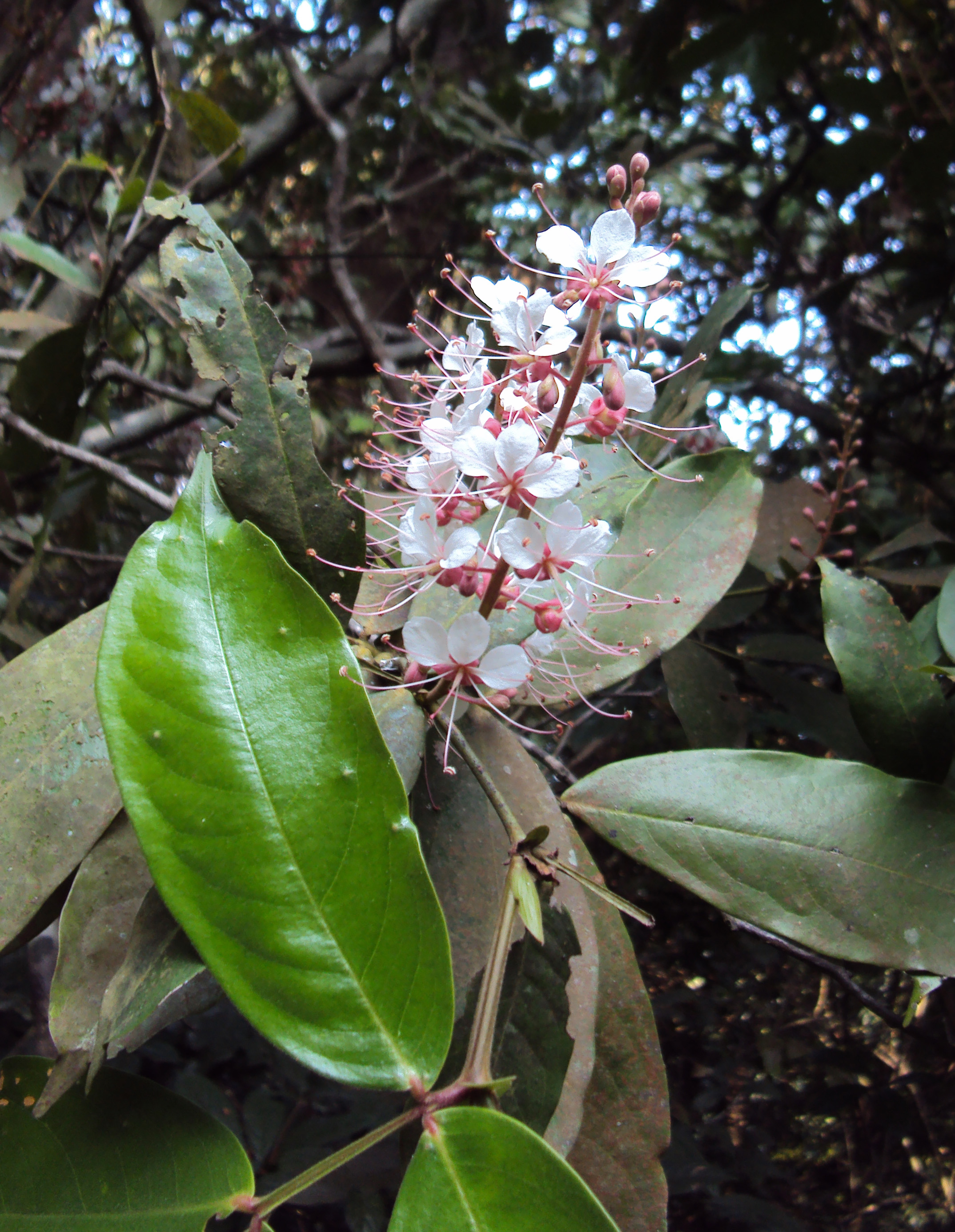